# Halland
Halland är ett landskap i sydvästra Sverige. Halland gränsar i söder till Skåne, i öster till Småland och i öster och norr till Västergötland, samt har i väster kust mot Kattegatt. 

## Namnet
Som det första omnämnandet av området räknas vanligen en uppräkning av folkslag/stammar av den romersk-gotiske historieskrivaren Jordanes i hans verk Getica ("Goternas ursprung och bedrifter") skriven omkring år 550:
| ” | Sequitur deinde diversarum turba nationum, theules, uagoth, bergio, hallin, liothida, quorum omnium sedes sub uno plani ac fertilis, et propterea inibi aliarum gentium incursionibus infestantur. Post hos ahelmil, finnailhtie, feruir, ganthigoth acre hominum genus et at bella prumptissimum. | „ |

De ovan uppräknade folkslagen har vanligen placerats längs det nuvarande Sveriges västkust, där hallin anses stå för halläningar, medan ahelmin (heinii) och feruir kopplats samman med Himle och Fjäre.
Landskapets namn kommer troligen från Hovs hallar (hällar), som är belägna i nordvästra Skåne, väster om Båstad. Det är vanligt att områden namnges av näraliggande centralbygder (t.ex. Västmanland och Södermanland som ligger i respektive väderstreck relativt den uppländska centralbygden), varför Halland då skulle ses som området bortom Hovs hallar från ett skånskt perspektiv. Av flera skäl (utöver ovanstående uppräkning även baserat på olika organisationsstrukturer och kulturmönster norr och söder om Tvååkersgränsen då det skriftliga underlaget blir mer omfattande) anses det troligt att beteckningen ursprungligen enbart avsåg de södra delarna av landskapet. 

## Historia
Hallands historia har präglats av dess geografiska förutsättningar med slättbygd längs kusten och skogsbygd längre inåt landet. De vattendrag som rinner genom landskapet och har sitt utlopp i Kattegatt har varit viktiga transportleder.  
När de skriftliga källorna börjar komma var Halland en del av Danmark. Det förblev så under större delen av medeltiden, med undantag för den turbulenta perioden från 1280-talet och fram till 1366 då landskapet och dess bägge delar (Norra Halland och Södra Halland) var alternerande under dansk, svensk och norsk överhöghet samt dessutom under kortare perioder relativt fritt från utomstående inblandning. Vid freden i Brömsebro 1645 blev landskapet svenskt på trettio år och sedan freden i Roskilde 1658 har landskapet varit permanent svenskt.

## Kultur

### Traditioner
I Halland, liksom andra delar av västra Sverige förekommer brasor under våren som påskbrasor.

### Folkdräkter från Halland
Huvudartikel: Folkdräkter från Halland
Halland är det landskap med näst flest bygdedräkter i Sverige (Dalarna har flest). Totalt finns det 89 dräkter i Halland, 66 kvinnliga och 23 manliga. De halländska folkdräkterna är ofta mörkare i färgen än i andra delar av landet. Dels tillkom dessa dräkter relativt sent, under början och mitten av 1800-talet, dels hade också väckelserörelsen ett visst inflytande över klädseln. Dräkterna från Limabacka och Rolfstorp är undantag från detta, men så är de också äldre.

### Dialekter & Litteratur
Dialekten i Halland, halländskan, varierar mellan de olika delarna av landskapet. I söder är påverkan störst från sydsvenska mål, medan götamål dominerar i norr. Språkforskaren (och senare finansministern) Ernst Wigforss publicerade 1913 sina akademiska studier kring  dialekterna i avhandlingen Södra Hallands folkmål: ljudlära.

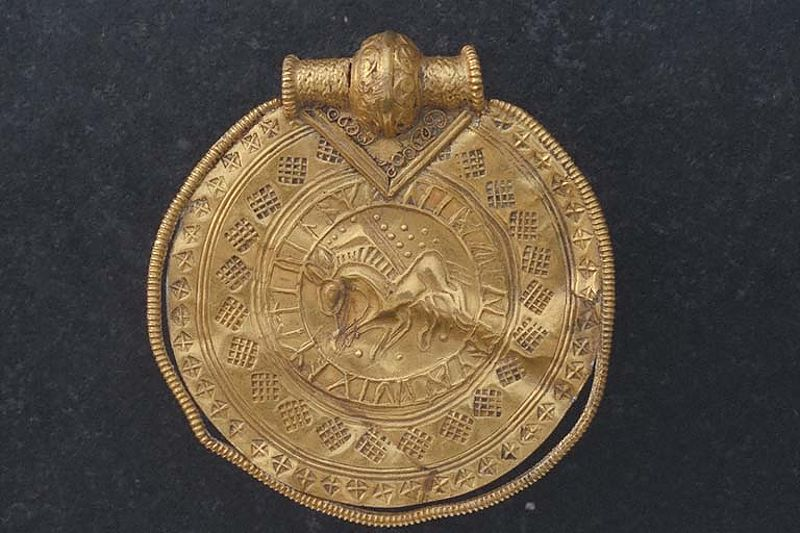
Eskatorpsbrakteaten, den äldsta bevarade texten från Halland

 Den första skrivna materialet i Halland är Eskatorpsbrakteaten, funnen i Fjärås socken. Den är skriven med Futharkens äldre runrad. Det förekommer i övrigt begränsat med tidigt skrivet material från landskapet. Det finns bara fyra runstenar, samtliga från trakten runt Halmstad. Från Vor Frues kloster i Varberg finns två inkunabler bevarade.
Tidiga uttryck från personer från Halland som uttryckt sig i skrift är Birger Gunnersen och Povl Helgesen. Under 1700-talet verkade flera personer i upplysningstidens anda i landskapet såsom bl.a. Gustaf Fredrik Hjortberg och Pehr Osbeck. På ett nationellt plan kom Olof von Dalin (uppvuxen i Vinberg, aktiv i Stockholm) att förändra det svenska språket genom Then Swänska Argus, som räknas som den yngre nysvenskans start.
Under den senare halvan av 1800-talet skrev August Bondeson skönlitterärt om allmogekulturen i Halland, inklusive de lokala dialekterna medan Sven Peter Bexell skrev om landskapets historia. I början av 1900-talet skrev Fredrik Ström, liksom Bondeson gjort före honom, om den lokala kulturen. Det gjorde han bland annat i Folket i Simlångsdalen, som fick den konkreta följden att orten som tidigare hette Breared bytte namn till Simlångsdalen.
Andra exempel på författare aktiva i landskapet:
- Gustaf Ullman
- Astrid Pettersson
- Elsa Grave
- Ingela Strandberg

### Konst
Hallands konsthistoria är tämligen varierad. Karolina Petersson (museichef på Mjellby konstmuseum), har beskrivit att den ”består snarare av öar än av en samlad bild”. Liksom i många omgivande områden består landskapets tidigaste konst främst av de väggmålningar och verk som finns i kyrkor. En konstform med stor spridning i landskapet (samt inte minst i angränsande Småland) var bonadsmålningen som fick stor spridning med början från 1730-talet fram till senare halvan av 1800-talet. Den hade ofta bibliska motiv och var populär bland allmogen, med början hos de mer välbeställda. Bland de mest bekanta målarna var Johannes Nilsson och Carl Reinic Rosenberg.
Severin Nilson tecknade många landskapsbilder under senare delen av 1800-talet och början av 1900-talet, bland annat av hemlandskapet. Han var även en tidig fotograf. Konstnärskolonin Varbergsskolan ritade kring sekelskiftet i syntetisk stil medan Halmstadsgruppen (aktiv 1929-1979) introducerade surrealismen i Sverige.
Andra exempel på konstnärer/konstnärsgrupper aktiva i landskapet är Hanhalskolonin (med Ansgarius Börjesson), Walter Bengtsson och Lotta Antonsson. Hallands konstmuseum är ett regional konstmuseum, medan Mjellby konstmuseum har ett fokus på Halmstadgruppens verk och Teckningsmuseet i Laholm visar teckningar.

### Musik
Musiker med koppling till landskapet:
- Carl Fredrik Lundqvist
- Matz Bladhs
- Per Gessle och Gyllene Tider
- Basshunter

### Teater
Teater Halland grundades i Varberg 1990. I Falkenberg grundade komikerparet Stefan & Krister Vallarnas friluftsteater 1996. I Falkenberg spelas även Falkenbergsrevyn sedan 1998 (själva revyn började dock 1982 som Krogseredsrevyn). I Halmstad har Halmstads Teater funnits sedan 1954.

### Mat
Kosten i Halland präglades traditionellt av de tillgängliga resurserna, med bland annat mycket spannmålsprodukter, gris och fisk. Inte minst laxen har varit viktig och det förekom begränsningar i hur mycket lax som drängar och pigor skulle behöva äta. Måltiderna var frukost, daver, middag, merafton och kvällsmat. Kålgårdar har förekommit sedan medeltiden. I början av 1800-talet blev köksträdgårdar vanliga.
Till jul är grönkål en rätt som är utpräglat populär i just Halland. Den är belagd sedan 1700-talet. Ursprungligen var den främst populär i södra Halland, men äts numera i hela landskapet. Köttsoppa med grönsaker och klimp är lokalt populärt i Morup.
Äng i Sibbarps socken blev 2021 första restaurang i landskapet med en Michelinstjärna.

### Idrott
Idrottare från landskapet har vid många tillfällen varit framgångsrika i bollsporter. I bordtennis har två spelare från landskapet vunnit individuella VM-guld: Stellan Bengtsson (1971) och Jörgen Persson (1991). Flera andra har vunnit VM-titlar i dubbel och lag på herrsidan. På klubbnivå har Varbergs BTK vunnit ett stort antal lag-SM guld, inte minst tack vare Ann-Christin Hellman. Halmstad BTK har vunnit flera lag-SM både på dam- och herrsidan, medan Falkenbergs BTK har vunnit ett stort antal guld på herrsidan. I fotboll har Halmstads BK nått de största framgångarna. Klubben har blivit svenska mästare fyra gånger och spelat ett stort antal säsonger i allsvenskan. Övriga lag som spelat i allsvenskan på herrsidan är IS Halmia, Falkenbergs FF och Varbergs Bois. På damsidan har Kungsbacka DFF spelat en säsong i allsvenskan. I handboll har HK Drott varit landskapets dominerande lag med 11 SM-guld. Ett stort antal spelare har spelat med landslaget och vunnit internationella titlar, bland annat under Halmstadssonen Bengt "Bengan" Johanssons tid som förbundskapten 1988-2004. I innebandy har Warberg IC blivit svenska mästare fyra gånger på herrsidan. I volleyboll har Falkenbergs VBK vunnit sex SM-guld på herrsidan.
De första distriktsmästerskapen i friidrott hölls 1905. Till de individuellt mest framgångsrika idrottarna tillhör Hjalmar Mellander som tog guld i antik femkamp vid olympiska sommarspelen 1906 och Erik ”Spänst” Svensson som tog silver i tresteg vid olympiska sommarspelen 1932. Under de senaste decennierna har Sven Nylander nått störst framgångar med ett stort antal fjärdeplatser i 400 meter häck vid olympiska spel och världsmästerskap. I gång har både May Bengtsson (5 och 10 kilometer) och Stefan Johansson varit världsrekordinnehavare. O-ringen i orientering har hållits i Halland två gånger, 1993 med Falkenberg som centralort och 2012 med Halmstad som centralort. Kate Jonson tog EM-guld på 100 meter frisim vid EM 1958.
I kanotsport har Rolf Peterson vunnit både VM- och OS-guld.  I rodd har Frida Svensson vann VM-guld i singelsculler vid VM 2010. Ett lag i fyra med styrman från Falkenbergs Roddklubb represterade Sverige vid bland annat OS 1952. I laget ingick Ingemar Svensson, senare kom även hans son Hans Svensson att delta i OS, i hans fall 1976-1984. Vid OS 1984 var han fanbärare. I segling har Christian Lunde blivit världsmästare i E-jolle. I landskapet finns goda förutsättningar för vindsurfing. Den första vindsurfingklubben i Sverige bildades i Halmstad 1974 och bl.a. Apelviken är ett populärt tillhåll för surfare. 
Inom motorsport har Falkenbergs Motorbana arrangerat Västkustloppet sedan 1952, liksom för formel 3-tävlingar och STCC. Henrik Lannér deltog i individuell hoppning i ridsport vid olympiska sommarspelen 1992. Till samma tävling hade Ulrika Bidegård kvalificerat sig, men kunde inte delta p.g.a. en skadad häst. Carl Fredrik von Mentzer har tagit VM-silver i militär femkamp.
De för svenska förhållanden milda vintrarna har medfört att idrottare har haft begränsat med framgång i vintersporter. Länsförbunden har också bildats relativt sent. Ishockeyförbundet bildades 1959 (och upplöstes 2010 då klubbarna istället gick med i Skåne och Göteborg), skidförbundet 1958 och bandyförbundet 1935. Det finns sedan 1979 en konstfrusen isbana för bandy, Sjöaremossen, strax utanför Varberg. Där spelar Sunvära SK, som spelat i Elitserien på damsidan och Frillesås BK, som spelat i Elitserien på herrsidan. De första ishallarna med ishockeyspel byggdes 1972 i Halmstad och Kungsbacka. I TV-Pucken nåddes de största framgången 1990 då Halland kom fyra. TV-Puck-laget 1994 utmärkte sig genom att Erika Holst som första flicka deltog. Hon kom sedan att spela 327 landskamper med Sveriges damlandslag i ishockey (världsrekord) och tog medalj vid OS 2002 och 2006. På herrsidan har Calle Johansson nått de största individuella framgångarna med bl.a. långvarigt spel i NHL. Även Peter Högardh har spelat ishockey på elitnivå. Det finns anläggningar som producerar konstsnö i Vallåsen, Åkulla och Ätran.

### Arkitektur och kulturminnen
Det finns ett världsarv i landskapet. Det är Radiostationen i Grimeton, som haft den statusen sedan 2004. Friluftsmuseumstanken har en lång tradition i Halland. Alfred Bexell köpte 1876 en stuga, Bålastugan, som låg i Särdal, Harplinge socken i syfte att bevara den för eftervärlden. Detta var det första friluftsmuseumet i Sverige och en inspiration för Skansen. På Skansen representeras Halland av Oktorpsgården från Slöinge socken, medan det på Frilandsmuseet representeras av ett hus från Stråvalla socken. Byggnadsmässigt utgör Tvååkersgränsen (som inom flera andra områden) en skiljelinje med historiskt med träbebyggelse i städerna i norr och mer tegel och korsvirke i söder.

## Indelningar
Halland har historiskt varit en del av både Sverige (sedan 1645) och Danmark (före 1645 med vissa undantag). Under 1280-talet till 1360-talet var situationen komplex och snabbt skiftande, se nedan. 

### Världslig indelning

#### Län eller motsvarande
Från 1280-talet till 1360-talet var landskapet uppdelat i Norra Halland (danska Nørrehalland) och Södra Halland (danska Sønderhalland) som var för sig under perioder bröts loss ur Danmark.
Landskapet var från 1200-talet till 1658 uppdelat i ett varierande antal län fyra län:
- Varbergs län som omfattade Norra Halland
- Falkenbergs län som upphörde 1469 omfattande 1441 Halmstads härad och Årstads härad
- Halmstads län som bara omfattade Halmstads stad till 1516 då området utökades med Halmstads och 1599 ned Årstads härader
- Laholms län som omfattade Södra Halland, förutom delen som hörde till Halmstads län och Falkenbergs län

Provinsen Halland blev svensk på 30 år i samband med freden i Brömsebro 1645. Vid freden i Roskilde 1658 blev Halland varaktigt svenskt och då bildades Hallands län med egen landshövding. Från 1658 (dock ej 1669-1676) ingick sedan länet i Skånska generalguvernementet för att från 1693 vara helt självständigt. Sedan Kommunreformen i Sverige 1971 ingår Lindome distrikt i norra Halland i Västra Götalands län (före 1998 Göteborgs och Bohus län) medan Östra Karups distrikt i söder tillhör Skåne län (före 1997 Kristianstads län).

### Mer lokal nivå

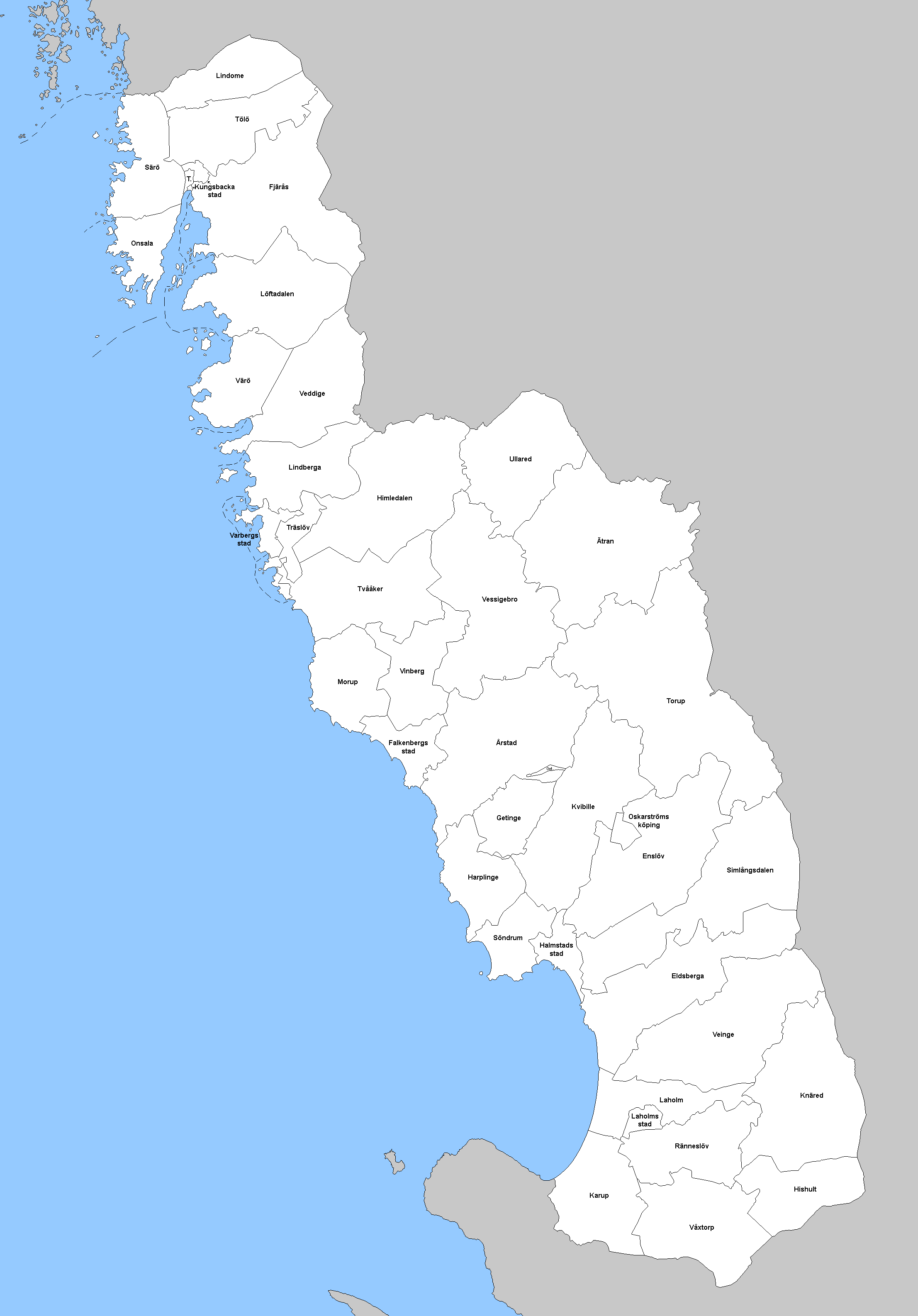
Kommuner i Hallands län 1952. Notera att länsgränsen har ändrats sen dess. Lindome har överförts till Göteborgs och Bohus län (idag Västra Götalands län), del av Karup (Östra Karups socken) har överförts till Kristianstads län(idag Skåne län) och Hallands län har mottagit Hylte och Kungsäters landskommuner samt del av Unnaryd och Högvad.

Halland har sedan 1000- eller 1100-talet bestått av åtta härader, uppräknade från söder till norr: Höks härad, Tönnersjö härad, Halmstads härad, Årstads härad, Faurås härad, Himle härad, Viske härad och Fjäre härad. Städer med stadsprivilegier som inrättades som stadskommuner när 1862 års kommunalförordningar trädde i kraft var:  Halmstads stad, Falkenbergs stad, Varbergs stad, Kungsbacka stad och Laholms stad. Dessa hade alla varit städer sedan medeltiden (i Kungsbackas fall dock med ett avbrott under 1500-talet). Under slutet av 1800-talet samt under 1900-talet förekom det att städerna växte i omfattning då en del omgivande områden inkorporerades. Oskarströms köping bildades 1947 och var den enda köping som fanns i Halland. 
Genom kommunreformen 1952 minskade antalet landskommuner drastiskt. Från att tidigare ha varit en per socken skapades 33 landskommuner. Dessa var:

- Eldsberga landskommun
- Enslövs landskommun
- Fjärås landskommun
- Getinge landskommun
- Harplinge landskommun
- Himledalens landskommun
- Hishults landskommun
- Karups landskommun
- Knäreds landskommun
- Kvibille landskommun
- Laholms landskommun
- Lindberga landskommun
- Lindome landskommun
- Löftadalens landskommun
- Morups landskommun
- Onsala landskommun
- Ränneslövs landskommun
- Simlångsdalens landskommun
- Särö landskommun
- Söndrums landskommun
- Torups landskommun
- Träslövs landskommun
- Tvååkers landskommun
- Tölö landskommun
- Ullareds landskommun
- Veddige landskommun
- Veinge landskommun
- Vessigebro landskommun
- Vinbergs landskommun
- Våxtorps landskommun
- Värö landskommun
- Årstads landskommun
- Ätrans landskommun

Under tiden mellan kommunreformen 1952 och kommunreformen 1971 genomfördes nedanstående förändringar:
- 1 januari 1967: Simlångsdalens landskommun uppgick i Halmstads stad. Träslövs landskommun uppgick i Varbergs stad.
- 1 januari 1969: Tölö landskommun uppgick i Kungsbacka stad.

Genom Kommunreformen i Sverige 1971 och tingsrättsreformen i Sverige avskaffades både städer, köpingar och härader under 1970-talet. Istället bildades större kommuner enligt centralortsprincipen. Landskapet är sedan dess delat på åtta kommuner: Båstad, Falkenberg, Halmstad, Hylte, Kungsback, Laholm, Mölndal och Varberg. Av dess ligger Halmstad, Kungsbacka och Laholm helt i landskapet, Falkenberg och Varberg till överväldigande delar i landskapet, Hylte delvis i landskapet medan Båstad och Mölndal enbart har mindre delar i landskapet.

### Juridisk indelning
Landskapets delar tillhörde från 1683 Hallands lagsaga och dess efterföljare tills denna avvecklades med alla andra lagsagor 31 december 1849.

### Religiös indelning
Halland ingick i Lunds stift under den danska tiden (fram till 1645). Då området blev svenskt ingick det i Göteborgs superintendentia i Skara stift. När denna blev Göteborgs stift 1665 följde Halland med till det nya stiftet. Då Östra Karups socken kom att ingå i Skåne län genom Kommunreformen i Sverige 1971 flyttades Östra Karups församling över till Lunds stift.

### Landskapsregemente
Hallands regemente (I 16) sattes upp 1902 genom en flytt av Västgöta-Dals regemente från Vänersborg till Halmstad. Hallands regemente förlades i Halmstad där det var förlagt till dess nedläggning 2000. I regementets lokaler huserar idag Luftvärnsregementet.

## Geografi
Halland avgränsas i söder av Hallandsås, i öster av det sydsvenska höglandet och i väster av Kattegatt. Landskapet är omkring 155 kilometer i nord-sydlig riktning och har en bredd varierande mellan 15 och 50 kilometer. 
De större halländska åarna är Viskan, Ätran, Nissan och Lagan. Inom svensk skolundervisning används ramsan vi ska äta, ni ska laga, alternativt laga ni, äta vi. för att komma ihåg dem. Den första varianten räknar upp åarna norrifrån, den andra söderifrån. Utöver dessa finns bland annat Fylleån, Suseån, Löftaån, Rolfsån och Kungsbackaån. Längs kusten går Baltiska strömmen som vanligen transporterar vatten från Östersjön och vattendragen ut mot Nordsjön. Nivåskillnaderna p.g.a. tidvatten är mycket små, några centimeter.
Balgö är landskapets största ö och innehar en yta på omkring 250 hektar och ligger strax norr om Varberg. Andra öar är Vendelsö, Nidingen och Malön samt Tylön, varav den senare är den enda ön av betydande storlek söder om Varberg. Den största sjön är Lygnern i den nordligaste delen av landskapet, den går även in i Västergötland. Till de övriga större sjöarna hör Hjörneredssjöarna, Fegen, Tjärnesjön, Skärsjön, Stora Neten och Stora Hornsjön.

### Demografi
Befolkningstätheten är högst längs kusten. Över 60% av befolkningen bor i den smala kustremsan väster om E6:an. I det till stora delar skogbevuxna inlandet är befolkningstätheten vanligen låg bortsett från i och i närheten av tätorterna
Följande tätorter har fler än 20 000 invånare enligt tätortsavgränsningen 2017:
1. Halmstad, 68 085
2. Varberg, 34 774
3. Falkenberg, 24 480
4. Kungsbacka (ingår i tätorten Göteborg, avser delen i Kungsbacka kommun), 25 167

Utöver de traditionella städerna har flera tätorter snabbt vuxit sig större i norra Halland i takt med inpendlingen till Göteborg ökat. Det gäller Lindome (i landskapet, men inte länet), Onsala, Särö/Kullavik och Åsa som har invånarantal av samma storleksordning som Laholm (omkring 7 000 invånare) eller större. Största tätorten i inlandet är Oskarström med drygt 4 000 invånare. I söder ligger mindre delar av Båstad i landskapet.
Landskapet har en snabbt växande befolkning, koncentrerad till tätorterna, medan befolkning utanför tätorterna är konstant eller minskande.

## Geologi
Halland ligger i utkanten av den fennoskandiska urbergsskölden. Berggrunden består i huvudsak av olika former av gnejs. Söder om Viskan dominerar röd till rödgrå gnejs. Norr om Viskan, samt i delar av inlandet dominerar grå, ofta åderrik, gnejs. Spritt över landskapet finns förekomster av metabasiter, främst amfibolit. Under krita skedde tre översvämningar, men med undantag för ett område vid Laholmsbukten finns det inga större förekomster av krita. Nära Varberg finns charnockiten, som är Hallands landskapssten. Den finns även i mindre omfattning på ett dussintal platser i resten av landskapet. Vid Derome har brytning av kvarts och röd kalifältspat skett ur den pegmatit som finns där. Vid den norra gränsen mot Västergötland och i Varbergstrakten finns diabasgångar. Med undantag från en del mikrofossil från sandstensgångar från kambrium finns det inga fossil i Halland från tiden före krita. Kunskap om det växt- och djurliv som under geologiska tidsperioder funnits i Halland är därför baserad på fossil funna i omgivande områden, bland annat Skåne.
Högsta kustlinjen är i norra Halland ungefär 90-100 meter över havet, medan den i sydligaste Halland är på ungefär 55 meter över havet. Den ligger i allmänhet 10–20 kilometer från kusten. En betydande lämning från den senaste istiden är ändmoränen Fjärås bräcka i landskapets norra del. Norr om Varberg dominerar kalt berg och leror. I de inre delarna förekommer där också många mindre torvmarker. Söder därom domineras kusten av sandslätter av sand och grovmo, medan morän domineras i inlandet tillsammans med isälvsavlagringar och sediment längs ådalar och dräneringsstråk. 
Det finns även relativt mycket myrar i inlandet. Under den senaste nedisning blev Halland istäckt för omkring 70 000–60 000 år sedan. Istäcket kom då från nordväst. Därefter dröjde det till för omkring 13 500 år sedan innan Halland åter blev isfritt, isen drog sig då tillbaka i nordöstlig riktning.

## Flora, fauna och modern miljöpåverkan

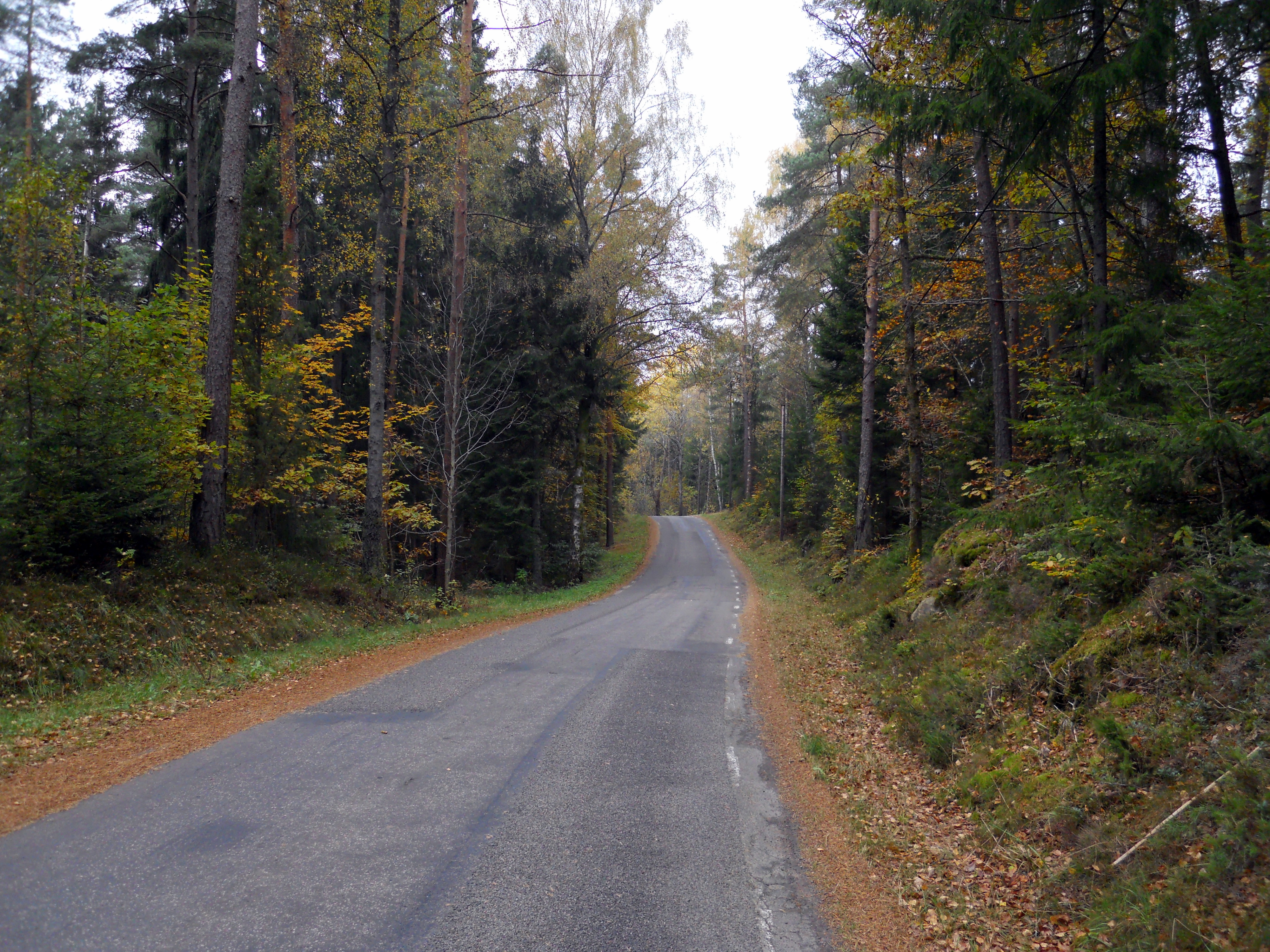
I Hallands inland finns skog, här en bild från trakten av Nösslinge.

Halland kan med avseende på flora och fauna delas in i tre regioner, med varierande avstånd från kusten: kustslätten, övergångsbygden och skogsbygden. Området upp till Värötrakten och närmast kusten, tillhör kustslätten. Det är till stor del uppodlat och har en hög befolkningstäthet. Dess övriga yta har en stor artrikedom. Jorden är främst sandiga, moiga och leriga sedimentjordar. Övergångsbygden består till ungefär lika delar av odlad mark och skog. Här finns även de flesta av landskapets lövskogar. Bygden omfattar Hallandsåsens nordsluttning, en remsa mellan kustslätten och skogsbygden upp till värötrakten samt större delen av området norrut. Skogsbygden omfattar de östligaste delarna av landskapet. Den domineras av barrskog. I de sydligare och mellersta delarna finns många myrar. Jordmånen är relativt näringsfattig.
De variationer som finns längs kusten i nord-/sydlig riktning påverkar inte minst djurlivet. I den klipprika norra delen har historiskt funnits en av Sveriges tätaste sälpopulationer. Den har dock periodvis drabbats av säldöd. När kusten senare går över till långgrunda stränder blir förutsättningarna bättre för fågelllivet. Tångvall och marskland gör förutsättningarna goda för fåglar. Där finns t.ex. Getteröns naturreservat och Morups tånge. Ramsjön var innan den torrlades en viktig fågelsjö. Söder om Falkenberg dominerar sandstränder och växtlivet består domineras av växter som tål sälta och insekts- och fågelliv som är anpassade för stäppmiljöer. Övergödning (orsakad av utsläpp av kväve och fosfor) har orsakat bottendöd i Laholmsbukten och södra Kattegatt. Bestånden av  torsk, plattfiskar och andra bottenlevande arter har minskat drastiskt. Det har också medfört mer fisk i ytskiktet och därför bättre förutsättningar för rovdjur som äter fisken, som säl och storskarv.
Omkring 55 procent av Hallands yta är skog, där granen dominerar. Under större delen av det andra årtusendet skedde en avskogning som gav upphov till betydande ljunghedar, samtidigt som mängden skog minskad, men från omkring 1850 har en återskogning skett. Till skillnad från den skog som tidigare funnits bestod denna skog till mycket stor del av barrträd och då framförallt gran, vilket lett till att Halland är det landskap som (2017) har högst andel gran. Före 1850 fanns det knappt någon gran och liten andel tall. Fram till 1800-talet var sandflykt ett relativt stort problem. Tallplantering var ett sätt att komma tillrätta med problemet.
En stor del av arealen är, som i resten av Sverige, påverkad av jord- och skogsbruk. Granen har en relativt kort omloppstid på 80 år i Halland. Det gör skogen biologiskt fattig och medför att t.ex. blåbär förekommer i mindre omfattning än på andra ställen då skörd ser snart efter att tillräckligt med ljus når marken för att den ska kunna växa bra. Det finns mycket rådjur i landskapet, inte minst p.g.a. att beståndet av räv minskade kraftigt p.g.a. skabb under 1980-talet. Dess betande håller också t.ex. blåbär och lövträd nere.Myrmarken har påverkats relativt lite av människan. Ljungpipare och orre som tidigare var vanliga på andra platser förekommer numera främst där. Även myrmarken påverkas dock, som resten av marken, av övergödning. Denna gör det svårare för arten som är konkurrenskraftiga i näringsfattiga marker att konkurrera. Detta medför t.ex. en omvandling av ljunghedar till gräshedar. Lokala variationer i förutsättningarna finns. På Onsalahalvön förekommer mycket kalkgynnad flora.

## Klimat
Halland har på grund av sitt kustläge ett för Sverige milt klimat, framförallt vintertid. Läget vid Sydsvenska höglandet gör att nederbörden är hög. Klimatet uppvisar små skillnader i nord-sydlig riktning, men däremot relativt stora skillnader i öst-västlig riktning, beroende på variationen i höjd över havet, vilket ökar med avståndet till det. Nederbörden är ganska jämnt fördelad över året, något lägre under våren och högre på hösten. Skillnaden i medeltemperaturen mellan kusten och inlandet är drygt en grad Celsius, skillnaden är störst på hösten och minst på våren. Nederbörden ökar från omkring 700 millimeter per år vid kusten till som högst 1 100 millimeter i inlandet. Även humiditeten är högre i inlandet. Kusten har omkring 2 100 soltimmar per år, medan inlandet har omkring 1 600 soltimmar.
|                                                                      | Jan | Feb | Mar | Apr | Maj | Jun | Jul | Aug | Sep | Okt | Nov | Dec |
| -------------------------------------------------------------------- | --- | --- | --- | --- | --- | --- | --- | --- | --- | --- | --- | --- |
| Högsta medeltemp.                                                    | 2   | 2   | 6   | 12  | 16  | 19  | 22  | 21  | 17  | 12  | 8   | 4   |
| Lägsta medeltemp.                                                    | −2  | −2  | −1  | 3   | 7   | 10  | 14  | 13  | 10  | 6   | 3   | 0   |
|                                                                      |     |     |     |     |     |     |     |     |     |     |     |     |
| Källa: https://www.timeanddate.com/weather/sweden/falkenberg/climate |     |     |     |     |     |     |     |     |     |     |     |     |